# تاریخ همدان
همدان امروزی مرکز استان همدان امروزی یکی از کهن‌ترین شهرهای جهان است. نام آن برای نخستین بار به نام اَمَدانه یا آمادی در کتیبهٔ تیگلت‌پیلسر یکم (۱۱۰۰ پیش از میلاد) پادشاه آشور آمده‌است. این شهر پایتخت پادشاهان ماد بوده و در دوران‌های هخامنشی و اشکانی پایتخت تابستانی آنان نیز بوده‌است.

## نام‌های شهر همدان
در آثار تاریخی برای شهر همدان نام‌های بسیاری ارائه شده‌است، در زیر به برخی از آن‌ها اشاره می‌شود.

اَمَدانه یا آمادی نخستین نام این شهر است که در کتیبه‌های آشوری پیلسر آمده‌است؛ بنابراین تاریخ بنای شهر همدان بیش از سه هزار سال است.

هگمتانه یا هنگمتانه که به معنی محل تجمع می‌باشد ترکیبی است از دو واژهٔ هن دیس دیگر پیشوند هم (که در واژگان هندسه، اندازه، اندوختن و … نیز به همین شکل بازمانده است) و گاماتا دیس کهن واژه آمدن، که رو هم رفته به معنی هم-آیی و تجمع است. در یونانی اکباتان در پارس هگمتانه است.

اپیفانیادر زمان سلوکیان و به افتخار آنتیوخوس چهارم، این شهر اپیفالیا نامیده‌شد؛ زیرا نام این شاه سلوکی، آنتیخوس اپیفانس بوده‌است.

اخمثا نام شهر همدان در تورات اخمثا نوشته‌شده‌است. اخمثار را به شهر دوستی و مکان دوستی ترجمه کرده‌اند زیرا شاهان ایران در تابستان دوستان خود را به این شهر دعوت می‌کردند.

آکسایا بعضی از نویسندگان بر این باورند که نام این شهر پیش از مادها آکسایا بوده که در فرهنگ آشوری کار-کاسی به معنی شهر کاسیان است.

همدان واژهٔ همدان گرفته شده از ham= han= ha (از ریشهٔ gam) و به معنی جای یا شهر و اجتماعات آمده‌است. اعتماد السلطنه بر این باور بود که نام این شهر «همدان» بوده‌است زیرا هم به معنی اتفاق و دان به معنی ظرفیت است، یعنی مجمع متفقین.
زینستان ایرانشهر نویسندهٔ تاریخ قدیم قم بر این باور است که این نام در زمان کیخسرو به شهر همدان داده شده‌است، چون این شهر محل نگاهداری سلاح‌های جنگی بوده و به بیان دیگر سلاح‌خانه بوده‌است.
ناذمه ابن فقیه همدانی به نقل از آثار سریانی نگاشته‌است که همدان را پادشاهی به نام کرمیس بن حلیموز بنا کرد و نام آن را ناذمه یعنی محبوبه نهاد. یاقوت حموی نادمه نوشته‌است.
سارو بنا به گفتهٔ یاقوت حموی و ابن فقیه همدانی بانی شهر همدان جم بن نوجهان بوده و او نام آن را سارو گذارده و عرب‌ها آن را ساروق خوانده‌اند.

## شهر همدان

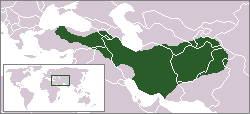
سرزمین ماد ۶۰۰ پ.م.

روایات موجود در باب علت پیدایش نخستین شهر مادی یعنی هگمتانه حاکی از آن است که این شهر در پی تشکیل اولین نهادهای اداری-سیاسی در کشور، و به سبب ضرورت وجود سکونت‌گاهی جهت استقرار نهادهای مذکور و کارگزاران آن، توسط دیاکو بنیان‌گذار شاهنشاهی ماد ساخته شد.

از طرفی دیگر با آنکه مشهور است اکباتان یا هگمتانه در محل همدان کنونی بوده‌است اما برخی معتقدند که همدان کنونی، اکباتانی که هرودوت گفته‌است، نیست بلکه شهر همدان همان اَمَدانه یا آمادی است که نام آن در کتیبهٔ تیگلت‌پیلسر یکم آمده‌است و تاریخ احداث آن به بیش از (۱۱۰۰ سال پیش از میلاد) برمی‌گردد.
پولیبیوس مورخ یونانی (۲۰۴–۱۳۲ پیش از میلاد) بدون اینکه خود شهر هگمتانه را دیده‌باشد، می‌نویسد

 در دامنهٔ کوه الوند شهر هگمتانه با قلعه و ارک مستحکم و عجیب و حیرت‌آور قرار گرفته، قصر شاهی درون آخرین قلعهٔ آن استوار گردیده‌است. چوب‌هایی که در کاخ به مصرف رسیده پوشیده از زر و سیم و درها و ستون‌ها و رواق‌ها با هزاران گونه کنده‌کاری‌ها و نقش و نگارها آراسته شده، یک تیر عاری از زیور و یک دیوار بی‌پیرایه در آن کاخ یافت نمی‌شود. حتی کاشی‌هایی که زینت بخش ازاره‌ها و دیوارهای درونی قصر است با پوششی از آب و نقره سیم‌اندود گشته‌است.

## پیشینه قبل از اسلام

### ماد
مادها قصری به نام قصر هفت‌حصار در آن ساختند، همچون قصر عجایب هفتگانه‌ی بابل. پادشاهان آن دیاکو، فرورتیش، هووخشتره و اژی‌دهاک و این اوج شکوه هکمتانه بود که به پرجمعیت‌ترین و پررونق‌ترین شهر دنیای زمان خود تبدیل شده‌بود.
بُختُ‌النَصر پادشاه بابل و سازنده باغ‌های معلق بابل، با حمله به همدان سبب ویرانی شهر و همچنین قصر هفت‌حصار شد. بعدها داریوش هخامنشی شهر را مرمت کرد.

### هخامنشیان
هخامنشیان پایتخت تابستانی و ضرابخانهٔ هخامنشیان

### سلوکیان
سلوکیان در سال ۳۳۰ قبل از میلاد شهر همدان به دست اسکندر مقدونی ویران و به دلیل موقعیت استراتژیک آن، تبدیل به مقر نظامی او گردید. در اوخر دوره سلوکی شهر همدان محل تلاقی و برخورد متعدد آنان با اشکانیان بود. با حملهٔ کشورگشای اسکندر مقدونی، آخرین بازمانده دولت پارس (داریوش سوم) از مقابل اسکندر گریخت و اسکندر به متعاقب آن به شوش و تخت جمشید دست یافت. در مراجعت در همدان پیروزی خود را جشن گرفت. کشتاری وحشیانه و بی‌رحمانه به‌وسیله یونانیان در همدان به وجود آمد.

### اشکانیان
اشکانیان پایتخت تابستانی

### ساسانیان
ساسانیان پایتخت تابستانی

## پیشینه بعد از اسلام
در پی ظهور اسلام پس از جنگ نهاوند (۲۳ق /۶۴۴ م) حکمران ایرانی شهر همدان با تازیان صلح کرد، ولی این صلح دوامی نیافت، جنگی درگرفت و شهر به قهر گشوده شد و بعضی از تازیان در آنجا ساکن شدند و از جمله آنان (بنوسلمه) ریاست شهر را یافت.
همدان را در سدهٔ چهارم شهری بازسازی شده وصف کرده‌اند که چهار دروازه با حصارها و سه بازار و خیابان‌های وسیع داشته و مسجد جامع بر شالوده یک بنای قدیمی (آتشکده) ساخته شده بود.

### آل زیار
مردآویج زیاری لشکرکشی مردآویج به همدان به بهانه انتقام کشته شدن خواهرزاده‌اش به دست مردم همدان و قتل‌عام دو روزه‌ای که در آن شهر به راه انداخت، در تاریخ، سخت معروف است. وی از جمله نظامیان حکومت علویان طبرستان بود و از خاندان آل بویه. او قصد بردن شیرسنگی را نیز کرد و چون نتوانست آن را خرد کرد.

مرداویج خواهرزاده خود ابوالکرادیس را با لشکر بسیار به فتح همدان گسیل داشت. حکومت همدان از طرف خلیفه به ابوعبدالله محمدبن خلف واگذار شده بود و او عده‌ای از لشکریان خلیفه را در اختیار داشت. در نبردی که میان این دو نیرو درگرفت مردم همدان به سبب ناخرسندی از سپاه گیل و دیلم به یاری عامل خلیفه شتافتند، در نتیجه سپاه مرداویج شکست خورد و خواهرزاده او همراه چهارهزار تن دیگر به قتل رسیدند. پس از کشته شدن ابوالکرادیس بازماندهٔ سپاه نزد مرداویج بازگشتند. مردآویج در سال ۳۱۹ هجری برای انتقام از مردم ری با سپاهی عازم همدان شد و آن‌جا را به تصرف درآورد و گروه بی‌شماری را به سبب کمک به نماینده خلیفه کشت. بنابه روایت مسعودی، در نخستین روز نبرد در حدود چهل هزار مرد کشته شدند. کشتار سه روز به درازا کشید و شهر نیز تاراج گشت. مرداویج پس از گشوده شدن شهر، خون مردم را مباح کرد و به زنان‌شان دست یازید و هر که را در شهر بود نابود کرد. پس از این کشتار سپاه مردآویج دست از قتل‌وعام مردم برداشت و اجازه داد تا بزرگان و محترمین شهر نزد مردآویج بروند به امید آنکه میانجیگری کنند و از کشتار بیشتر جلوگیری نمایند. بدین ترتیب مردم در مصلای شهر حاضر شدند در پی این نیرنگ مردآویج به سربازانش دستور داد تا همه را از دم تیغ بگذرانند. فریاد این بیداد به بغداد رسید و مقتدر، خلیفه عباسی در سال ۳۱۹ هجری/۹۳۱ میلادی سپاهی به فرماندهی هارون بن غریب به جنگ مرداویج فرستاد، ولی این سپاهیان در محلی میان قزوین و همدان شکست خوردند. پس از آن فاجعه در سال (۳۴۵ ق/ ۹۵۶ م) شهر بر اثر زلزله خسارت دید و بعد از آن تا سال (۳۵۱ ق /۹۶۲م) کشمکش‌های مذهبی جان بسیاری از مردم را گرفت.

### علویان
از اواسط قرن سوم ریاست شهر بعهده سادات حسنی کوچیده به آنجا قرار گرفت که به‌عنوان علویان و سپس علاءالدوله‌های همدان حدود چهار قرن این مقام را به‌طور موروثی داشتند.
اکثر تاریخ‌نگاران اتفاق دارند که ابوالقاسم بطحایی علوی سر دودمان علویان همدان است. او به همراه گروهی از علویان از طبرستان به همدان مهاجرت کردند و برای علویان همدان شالوده‌ای محکم ریختند. محمد بطحایی پس از مهاجرت محیط را در همدان مناسب یافت و به سرعت قدرت و مکنتی برای علویان همدان فراهم نمود و به جبران خساراتی که علویان در حاشیه دریای مازندران از سامانیان (۲۶۱–۳۸۹) و آل‌زیار (۳۱۶–۲۳۴) دیده بودند، پرداخت. علویان طبرستان پس از ۶۴ سال قدرتمندی در ناحیه طبرستان عاقبت تار و مار شده و در گوشه و کنار فلات ایران پراکنده گردیدند. اما در همدان اقبال با آنان یار گردید.

### آل بویه
آل بویه از نیمه‌های قرن چهارم هجری تا دههٔ آغازین قرن پنجم همدان در دست آل بویه قرار داشت. این شهر در آن زمان نیز اهمیت خودش را حفظ کرده‌بود به‌طوری‌که برخی از افراد سلسلهٔ آل بویه مقر و پایتخت خویش را در همدان قرار داده بودند.
بوعلی سینا در این زمان در همدان مستقر شد و وزارت شمس‌الدوله دیلمی را پذیرفت. بدیع‌الزمان همدانی نیز در سال ۳۵۸ هجری قمری در زمان آل بویه در همدان متولد شد.
سپس خاندان کاکویه آن را تصرف کردند و ترکمان غز آنجا را در سال ۴۲۰ قمری تاراج نمودند.

### سلجوقیان
از نیمه سدهٔ پنجم ترکمانان سلجوقی بر ترکمان غز چیره گشتند. همدان مرکز سیاسی سلجوقیانی بود که در غرب ایران حکومت می‌کردند. به همین دلیل چند تن از سلاطین سلجوقی از جمله سلطان مسعود طغرل بن محمد و سلطان محمد بن محمود در همدان مدفون شده‌اند.
در سدهٔ ششم با تجزیه امپراتوری آن‌ها همدان پایتخت سلاجقهٔ عراق عجم شد و از شکوه و رونق خاصی برخوردار گردید و آثار چندی مانند گنبد علویان از آن‌ها باقی مانده‌است.

### حملهٔ مغول
مغول‌ها یورش‌های بی‌رحمانه مغولان به‌دنبال ترکان از سال ۶۱۸ تا ۶۲۷ ه‍.ق به همدان سبب بسیاری ویرانی و آشفتگی گردید. مغولان که از مقاومت ۱۰ ساله همدان به تنگ آمده بودند. پس از دستیابی به شهر آنچنان قتل و ویرانی در شهر به راه انداختند که تا سال‌ها شهری به نام همدان وجود نداشت. ساکنین با تجربه این‌بار نیز راه کوهستان در سر گرفتند و از کنار الوند به تویسرکان رفتند. مغول‌ها به تویسرکان نیز حمله‌ور شدند و چنان کردند در آن شهر مصفا که چندصد سال از دایره حیات پاک بود. تا اینکه افراد متواری و سرگردان در کوه‌ها و روستاها از نو به شهر آشوب زده برگشتند و شهری دیگر ساخته و همدان بازسازی شد.

### ایلخانان
تازش مغولان به همدان طی سال‌های ۶۱۸ و ۶۲۱ آنجا را همچون دیگر شهرهای آباد و بزرگ ایرانزمین یکسره دستخوش ویرانی ساخت. بیشتر مردم در دفاع قهرمانانه جان خود را باختند و بعداً شهرکی در حومه شمالی شهر بنام همدان نو، پا گرفت.
در عهد ایلخانان این شهر تا حدی اهمیت سابق را بازیافت. هلاکوخان آنجا را آمادگاه کرد و اباقاخان در همان‌جا مرد، در زمان وزارت خواجه رشیدالدین فضل‌الله همدانی (۶۴۵و الی ۷۱۸ ق) این شهر از توجهات آن وزیر بهسازگر و دانشمند برخوردار شد، اما در دوره‌های تیموری و ترکان باز از تهاجمات برکنار نماند.

### قراقویونلو
در عهد قراقویونلوها همدان جزو قلمرو علی شکر ترکمان شد.

### صفویه
با استقرار حکومت صفویان این شهر هر چند، رونق گذشته به آن بازگشت ولی همواره در معرض تجاوز و تهاجم سربازان عثمانی بود و در سده‌های ۱۱ و ۱۲ ویرانی دید و ساکنان آن کشته شدند از جمله در سال(۱۱۳۶ق) مصادف با سال ۱۷۲۴ میلادی، در پی سقوط دولت صفوی و بروز هرج و مرج در ایران شهر همدان به تصرف احمد شاه پاشا والی عثمانی که مقر خودش در بغداد بود، درآمد. یورش مرگبار قوای عثمانی و مقاومت دلیرانهٔ اهالی شهر همدان قبل از به قدرت رسیدن نادرشاه باعث قتل‌عام بسیاری از اهالی شهر شد. هشت سال بعد نادر شاه افشار همدان را از تصرف عثمانی‌ها درآورد و لشکریان آن‌ها را تا بغداد عقب راند.

### زندیه
در دوره زندیه همدان در دست امیران آن خاندان می‌گردید و ظهور طایفه قراگوزلوها در عرصه سپاهیگیری و سیانت در همدان از آثار همین دوره است. همچنین علی مرادخان خواهرزاده کریم خان والی همدان که پس از مرگ کریم‌خان ادعای استقلال‌طلبی داشت، همدان را مرکز و پایتخت خود قرار داد و به نام خود سکه ضرب نمود. او توانست شش سالی در برابر شاه قاجار مقاومت کند.

### قاجار
آغامحمد خان قاجار در همدان، شهری که با سردمداری خان زند، شش سال او را پشت دروازه‌هایش نگه داشته بود و به انتقام این ماجرا یک بار دیگر طعم تلخ قتل و غارت و آتش‌سوزی را به مردم این خطه چشانید. او در سال (۱۲۰۵ ق) همدان را تسخیر نمود و قلعه قدیمی شهر واقع بر تپه مصلی را ویران کرد، بعدها در دوران قاجاریه رونق تجارتی شهر طی عصر قاجاریه بر حسب موقعیت سیاسی و جغرافیایی آن تا حدی بازگشت، اما اهالی همواره مورد ستم و آزار خوانین قراگزلو بودند چندان که نهضت‌های مردمی علیه آنان در آنجا پدید می‌آمد.

## همدان در تاریخ معاصر
مشروطه خواهی در همدان خصوصاً پیش از دیگر شهرهای ایران رخ نمود که از نتایج آن تأسیس ادارات- انجمن شهر- شهرداری- دادستانی بود. دو سال قبل از آنکه در کرمان و پس از آن در تهران، اجتماعیون به مشروطه برسند، در همدان، به کوشش ظهیرالدله، نخستین مجلس شورای محلی تشکیل شد در دو جنگ جهانی اول و دوم پیاپی به اشتغال قوای روس- عثمانی- انگلیس و آمریکا درآمد و ستاد سپاهیان آن‌ها گردید و قحطی را از سر گذراند. در این دوران روشنفکرانی از این شهر برخاسته‌اند که نقش آنان در مبارزه با استبداد کاملاً برجسته است.
رضاخان پهلوی در تاریخ ۱۲۹۴ شمسی، برابر با ۱۹۱۵ میلادی ریاست تیپ قزاقخانه همدان را (آتریاد همدان) به عهده گرفت. تعداد نفرات این تیپ بالغ بر ۱۲۰۰ نفر می‌شد. در همین دوران بود که شالودهٔ طرح کودتا ریخته شد و سرانجام در نتیجه مذاکرات و هماهنگی‌های به عمل آمده، کودتا در روز سوم اسفند سال ۱۲۹۹ شمسی به وقوع پیوست و رضاخان به همراه قوای آتریاد همدان بدون کمترین مقاومتی وارد تهران شده و کلیه ادارات دولتی و مراکز نظامی تحت اشغال درآورد.
با آغاز سلطنت رضاشاه، از آنجا که وی سال‌ها مسئول لشکر قزاق همدان بود، توجه خاصی به عمران این شهر نمود و یک طراح آلمانی بر اساس مدل شعاعی، طرح جامع شهری همدان را کشید. هم‌اکنون همدان جزو معدود شهرهای دارای نقشهٔ طراحی شدهٔ شهری ایران است که این موضوع همواره نقشی فراوان در سیال بودن ترافیک و کمی آلودگی این شهر داشته … در جریان نهضت ملی کردن نفت، کفن پوشان همدان در کنار کفن پوشان کرمانشاه و قزوین در کاروانسرا سنگی به رگبار بسته شدند و برخوردهای زیادی در میان حامیان مصدق و چماق‌داران رخ داد.
در سالهای پایانی دوره قاجار، همدان از روشنایی برق برخوردار شد. فردی به نام مؤیدالممالک در سال ۱۲۹۹ خورشیدی مذاکراتی برای ساخت نیروگاه برق در همدان کرد که به جایی نرسید. سال بعد شرکتی با صاحب سی هزار تومان سرمایه از طریق فروش سهمهای سیصد تومانی تشکیل و با دولت وارد مذاکره شد اما پاسخ گرفت که مویدالممالک به علت سابقه مذاکره حق تقدم دارد. مویدآلممالک سرانجام در سال ۱۳۰۱ خورشیدی امتیاز تأسیس نخستین نیروگاه برق را در همدان گرفت. با قراردادی که میان او و وزارت فوائد عامه بسته شد، اجازه تأسیس نیروگاهی با قوه روشنایی دست کم سه هزار چراغ شانزده شمعی و امتیاز برق همدان به مدت بیست سال به او واگذار شد. این قرارداد مویدالممالک را متعهد می‌کرد روشنایی کلیه خیابان‌ها و کوچه‌هایی را که کابل برق از آنها می‌گذرد، به رایگان تأمین کند، به گونه ای که در معابر با عرض بیش از چهار ذرع، فاصله این چراغها ۲۵ ذرع و در معابر تنگتر، پنجاه ذرع باشد. وی همچنین متعهد می‌شد ۳۵ چراغ شانزده شمعی در هر شب به یکی از دوائر دولتی بدهد که دولت معین کند. برای مویدالمملاک شش ماه مهلت تعیین شد که عملیات راه اندازی نیروگاه و برق‌رسانی را آغاز کند و از او تعهد گرفته شد که اگر نیروگاهش دو سال پیاپی تعطیل شود، امتیاز از او گرفته شود. نرخ آبونمان برق نیز به دولت واگذار و مقرر شد پس از پایان زمان امتیاز، تمام ساختمانها و اموال منقول و غیرمنقول نیروگاه به رایگان در اختیار دولت گذاشته شود. انتقال امتیاز به اتباع بیگانه ممنوع و به اتباع ایرانی منوط به اجازه وزارت فوائد عامه شد. نیروگاهی که مویدالممالک در همدان به راه انداخت از نوع آبی بود.

## تاریخچه چاپخانه‌های شهر همدان
با توجه به اسناد و مدارک چاپخانه اکباتان را باید اولین چاپخانه تأسیس شده در همدان دانست. این چاپخانه در سال ۱۳۲۶٫ق مشغول به کار چاپ بود و در سال۱۳۲۷٫ق سواد و خط محمدعلی‌شاه قاجار را مبنی بر امر انتخابات سال۱۳۲۷٫ق یعنی دورهٔ دوم مجلس شورای ملی با حروف سربی منتشر کرد.

از کارهای چاپخانه صفائیه بیانیه‌ای موجود است که در تاریخ ۱۳۲۹٫ق به قلم شیخ صالح آفندی ترجمهٔ آیت‌الله آزاده خراسانی به همت مکرم الملک چاپ و منتشر شده‌است. جالب اینکه این مطبعه با حروف سربی و ماشین دستی کوچک مشغول به کار بوده‌است. این چاپخانه به مناسبت نام علی‌خان ظهیرالدوله حاکم همدان که ملقب به صفاعلی شاه بود، به نام صفائیه نامگذاری گردید.

چاپخانه همدان نیز در جریان جنگ جهانی اول توسط آلمان‌ها به منظور چاپ و نشر اعلامیه و بیانیه‌های آن‌ها در مقابل بیانیه‌های دولت‌های روسیه و بریتانیا در همدان دایر گردید. اما عملاً چون آلمان‌ها قادر به استفاده از آن نبودند، چاپخانه مذکور تا پایان دوران جنگ جهانی اول بلااستفاده ماند.

چاپخانه اتحاد فردوسی نیز در سال۱۳۰۱٫ش توسط یهودیان همدان تأسیس و شروع به کار کرد.

همچنین چاپخانه گلگون در سال۱۳۰۶٫ش با مدیریت فریدالدوله گلگون با حروف سربی و ماشین نیم برگی در یکی از محلات همدان تأسیس گردید.

## پژوهش‌های باستان‌شناسی

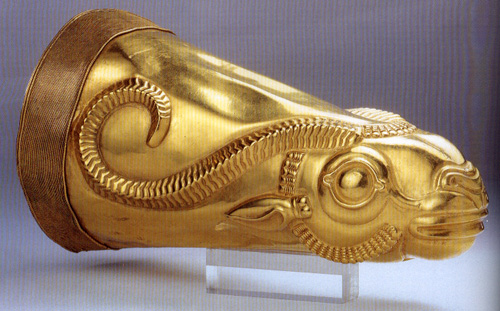
جام زرین کشف شده در تپهٔ هگمتانه به نام آریارمنه، این لوح در موزه شهر برلن در آلمان نگهداری می‌شود.

تپهٔ هگمتانه از مراکز مهمی است که در طول یکصد سال اخیر بارها مورد حفاری باستان‌شناسان داخلی و خارجی قرار گرفته‌است. ضمناً در طول حفاری‌های انجام شده، آثار ارزشمند و بی‌نظیری کشف گردیده، که اغلب متعلق به دوران هخامنشیان و نیاکان آنهاست. امروزه عموم باستان شناسان، این تپه که وسیع‌ترین تپه باستانی ایران است، به بقایای ابنیهٔ کاسی، مادی، هخامنشی و بعد از آن تعلق دارد. از جمله ویژگی‌های شهر باستانی هگمتانه، معماری و طرح و نقشه منظم این شهر بوده، که در بین آثار باستانی به دست آمده کم‌سابقه‌است. آثار کشف شده حاکی از وجود یک شبکهٔ منظم و پیشرفتهٔ آب‌رسانی در شهر حکومتی مادها و پارت‌ها است.
از مکان‌های مهم دیگری که در شهر همدان مورد پژوهش قرار گرفته، گورستان پارتی است که در محوطهٔ شیر سنگی واقع شده‌است. این گورستان به مدت ۲۰۰ سال از اواخر دوران هخامنشی تا نیمهٔ اول دورهٔ سلوکی مورد استفاده بوده و سه روش تدفین مختلف در آن به چشم می‌خورد، که می‌توان آن را بیانگر به وجود آمدن و گسترش سه جریان مذهبی متفاوت دانست که طی این دو سده جامعهٔ آن روز همدان را متأثر ساخته‌بود.

## همدان در متون ادبی
ابوالقاسم فردوسی، مولوی، رهی معیری، اقبال لاهوری، اوحدی مراغه‌ای، باباطاهر عریان، خواجوی کرمانی، رشیدالدین میبدی، سعدی، شاه‌نعمت‌الله ولی، شیخ بهایی، عطار نیشابوری، فخرالدین اسعد گرگانی، قاآنی، مسعود سعد سلمان، منوچهری دامغانی، ملک الشعرای بهار، ناصرخسرو قبادیانی، عبدالرحمن جامی و همام تبریزی در آثارشان از شهر همدان یاد کرده‌اند.

### همدان درشاهنامه فردوسی[۱۶]
در شاهنامه فردوسی از همدان یاد شده‌است. فردوسی همدان را گرانمایه‌شهر لقب نهاده‌است.
زمانی که خسروپرویز از دست و هرمزد پسر انوشیروان فرار می‌کند گروهی از بزرگان به یاری خسرو پرویز می‌شتابند و او را شاه ایران می‌خوانند. هرمزد انوشیروان، آیین‌گشسب را به تعقیب آنها می‌فرستند، و در شهر همدان آیین‌گشسب لشکر را جایگاه می‌سازد. در همدان آیین‌گشسب به دنبال کسی است که او را از آینده آگاه کند:
| بیاورد آیین‌گشسب آن سپاه     |  | همی‌راند چون باد لشکر به راه |
| بدین گونه تا شهر همْدانْ رسید |  | به جایی که لشکر فرود آورید  |
| بپرسید تا زان گرانمایه‌شهر   |  | کسی دارد از اختر و فال بهر  |
| بدو گفت هر کس که اخترشناس   |  | به‌نزد تو آید پذیرد سپاس     |

### همدان در آثارمولوی
در اشعار مولوی بارها از شهر همدان یاد شده‌است است برای نمونه:
| هم به بغداد رسی روی خلیفه بینی |  | گر کنی عزم سفر در همدان نستیزی |

### همدان در آثارعطار
عطار نیشابوری بارها از همدان نام برده‌است، برای نمونه در کتاب تذکره‌الاولیا بخش بایزید بسطامی نقل می‌کند که:
نقل است که چون از مکه می‌آمد به همدان رسید. تخم معصفر خریده بود. اندکی از او بسر آمد، برخرقه بست. چون به بسطام رسید یادش آمد. خرقه بگشاد، مورچه ای از آنجا بدر آمد. گفت: ایشان را از جایگاه خویش آواره کردم.
برخاست و ایشان را به همدان برد. آنجا که خانه ایشان بود بنهاد، تا کسی که در التعظیم لامرالله به‌غایت نبود، الشفقة علی خلق‌الله تا بدین حد نبود.

### همدان در آثاراوحدی مراغه‌ای
اوحدی مراغه‌ای در آثارش از همدان نام برده‌است.
| نگاه کن که‌ز پیش تو چندکس رفتند؟ |  | که یک نشانه از آن رفتگان نیامد باز     |
| بکوش تا سخن از روی راستی گویی   |  | تو خواهی از همدان باش و خواهی از شیراز |

### همدان در آثارهمام تبریزی
همام تبریزی از شهر همدان در آثارش نام برده‌است:
| دوست آن دارد و آن است که جان می‌بخشد |  | مهربانی به دل اهل دلان می‌بخشد |
| ...                                 |  | ...                           |
| آتش عشق توأم داد حیاتی به از آنک    |  | آب الوند به خاک همدان می‌بخشد  |

### همدان در آثاراقبال لاهوری
اقبال لاهوری در آثارش چندین بار از همدان نام برده‌است:
| خاور همه مانند غبار سر راهی است    |  | یک ناله خاموش و اثر باخته آهی است  |
| هر ذره این خاک گره خورده نگاهی است |  | از هند و سمرقند و عراق و همدان خیز |

### همدان در آثارخواجوی کرمانی
خواجوی کرمانی از همدان یاد کرده‌است:
| اهل‌دل را خبر از عالم‌جان آوردیم |  | تحفهٔ جان‌جهان جان‌وجهان آوردیم |
| ....                           |  | ....                         |
| هیچ زر نیست بدین سکه که ما     |  | از رخ زرد بسوی همدان آوردیم  |

### همدان در آثارفخرالدین اسعد گرگانی
فخرالدین اسعد گرگانی بارها در ویس و رامین نام شهر همدان را آورده‌است:
| اگر رامین به همدانست ازآن‌ست |  | که او بر ویسه چون تو مهربان‌ست |
| ولیکن زین سخن آنجا بمانده‌ست |  | که ویسه مهر او از دل برانده‌ست |

### همدان در آثارعبدالرحمن جامی
عبدالرحمن جامی از همدان یاد کرده‌است:
| با پسر گفت پیری از همدان |  | کای در اطوار کار خود همه‌دان |

### همدان در آثارشاه نعمت‌الله ولی
شاه نعمت‌الله ولی چندین بار در آثارش از همدان نام برده‌است:
| ما مرشد عشاق خرابات جهانیم    |  | ساقی سراپردهٔ میخانهٔ جانیم         |
| تو از همدانی ولیکن همه دان نه |  | از ما شنو ای دوست که سِّرِ همه دانیم |

## لوح‌های همدان

### تکوک زرین هخامنشی (ریتون)

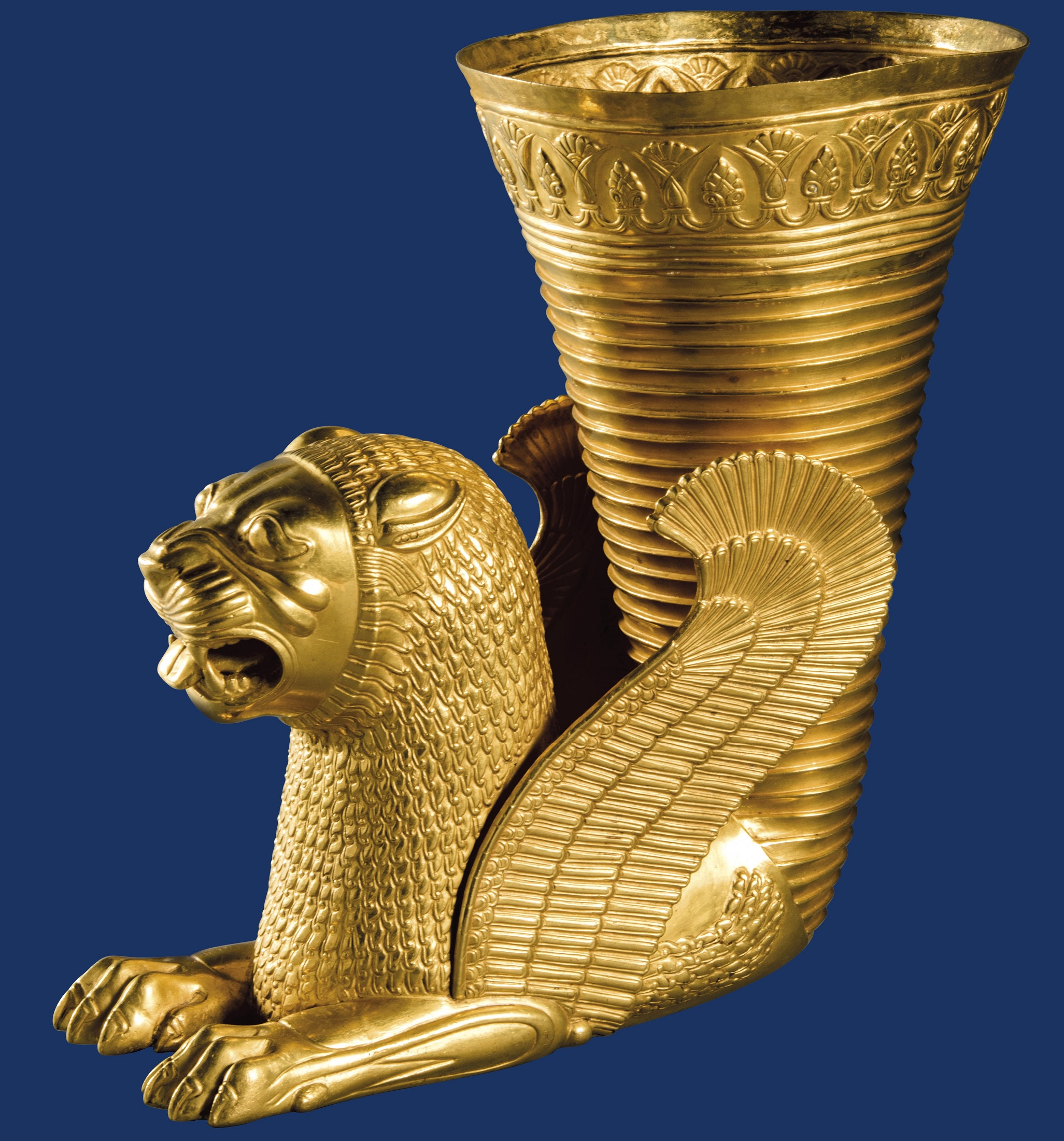
تکوک زرین هخامنشی (ریتون)

تکوک زرین هخامنشی منسوب به همدان با ارتفاع ۹/۲۹ و عرض ۱۹ سانتی‌متر و وزن ۱۹۳۰ گرم از دو بخش جامی قیف مانند و بدنه شیر بالدار تشکیل شده‌است. جام با شیارهای افقی و گل لوتوس و نخل و پیچکی تزیین شده که در جلوی بدنه به یک شیر بالدار متصل می‌شوند. شیر به صورت نشسته با دست‌های به جلو و بال‌های شیارداری در دو طرف ساخته شده‌است. دهن شیر باز و دندان‌ها و زبان آن قابل مشاهده است. پنجه‌های شیر به سمت جلو قرار دارد. بالها تو خالی و از دو ورقه زرین به هم لحیم شده، ساخته شده‌اند، بال‌ها دارای دو ردیف پرهای ریز ظریف و سه ردیف پرهای بلند هلالی هستند.
در دهان باز شده شیر، زبان نصب شده و در پشت آن سوراخ آبریز وجود دارد که دیده نمی‌شود. این شی زرین احتمالاً متعلق به ظروف تشریفاتی شاهانه بوده و استفاده از تکوک‌هایی به اشکال مختلف از هزاره اول پیش از میلاد تا دوران اسلامی در شرق نزدیک رواج داشته‌است.

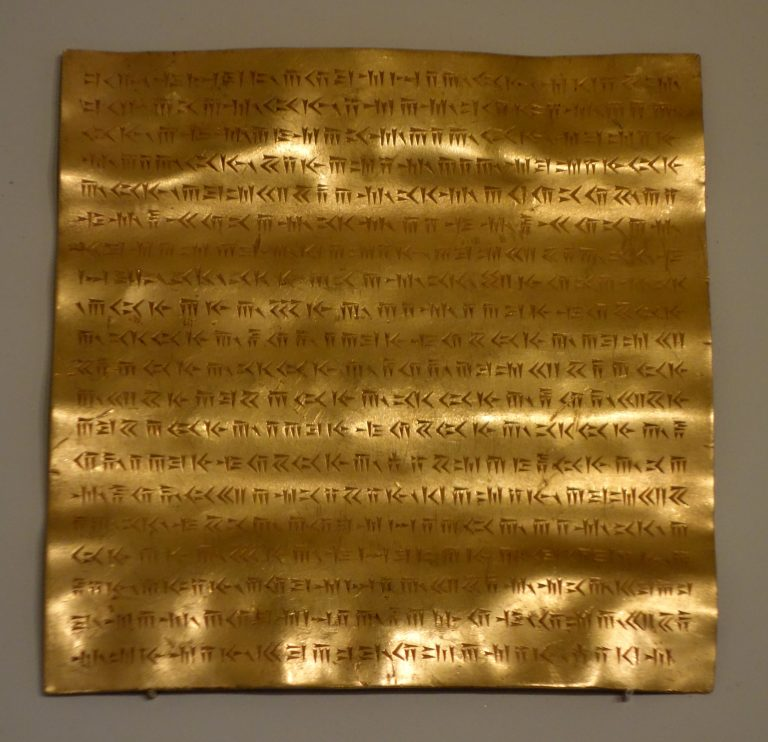
لوح زرین آریامنه

##### لوح زرین به نام آریارمنه
این لوح از زرِ ناب و به ابعاد ۱۲ در ۸ سانتیمتر و دارای ۱۰ سطر به خط میخی است. «آریارمنه»، نیای داریوش یکم هخامنشی است. این لوح در موزه برلن در آلمان نگهداری می‌شود.

#### لوح زرین به نام آرشام
ابعاد این لوح ۸ در ۱۳ سانتیمتر است. لوح به خط میخی و از دوره هخامنشیان بجا مانده‌است. این لوح در اختیار مجموعه شخصی مارسل ویدال آمریکایی است.

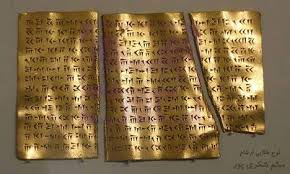
لوح زرین آرشام

در سال ۱۳۰۷، هنگام پی‌کنی خانه‌ای بر روی تپه هگمتانه دو قطعه لوح هم‌اندازه، یکی زرین و دیگری نقره، پیدا شد. ابعاد هر لوح ۱۹ در ۸/۱۸ سانتیمتر است و خطوط نوشته شده به خط میخی و محتوای هر دو نوشته یکی است. لوح نقره‌ای در موزه کاخ مرمر و دیگری در موزه ایران باستان در تهران نگهداری می‌شوند.

##### لوح زرین به نام داریوش دوم
این لوح از زرناب به ابعاد ۵/۲۰ در ۵/۱۸ سانتیمتر بوده و ۲۳ سطر به خط میخی بر روی آن نوشته شده‌است. موزه ایران باستان این لوح را که بیرون از ایران بودخرید و اکنون جزو گنجینه‌های موزه ایران باستان است. لوح دیگری به ابعاد ۲/۱۶ در ۱۳ سانتیمتر یافت شده که دارای ۲۹ سطر به خط میخی است و در سال ۱۳۳۱ خریداری شده و در حال حاضر در موزه ایران باستان نگهداری می‌شود.
لوح زرین به نام اردشیر دوم: این لوح به نام اردشیر دوم پسر داریوش دوم هخامنشی و ابعاد آن لوح ۱۳ در ۱۳ سانتیمتر و دارای ۲۰ سطر به خط میخی است که در روی زر ناب حک گردیده‌اند.

###### بشقاب نقره‌ای
با قطر دهانه ۲۰ سانتیمتر از دوره هخامنشی. در سال ۱۳۲۴ موزه ایران باستان این بشقاب را خرید و به کشور بازگرداند و اکنون در موزه ایران باستان تهران نگهداری می‌شود. بشقاب یا جام نقره مربوط به دوره اردشیر یکم هخامنشی، قطر دهانهٔ آن ۷/۲۶ سانتیمتر است. این بشقاب در موزه متروپولیتن نیویورک است. در لبهٔ داخلی بشقاب به خط میخی یک سطر طولانی نوشته شده‌است که ترجمهٔ آن این است:اردشیر شاه بزرگ، شاه کشورها، پسر خشایارشا، خشایارشا پسر داریوش شاه هخامنشی [بود] که این جام سیمین را [برای] کاخ پادشاهی خود درست کرد.
ظرف طلا که مانند کاسه‌ای است گود که رویه بیرونی آن دارای برجستگیهایی است. این نقوش از لبه ظرف شروع شده و در وسط برآمدگی تکرار می‌شود. بین برجستگی‌ها و لبه بالاییِ ظرف یک سطر خط میخی به زبان پارسی باستان، بابلی و عیلامی تکرار می‌شود و ترجمه فارسی اش «داریوش شاه بزرگ» است. قطر دهانه ظرف ۴/۱۸ سانتیمتر و ارتفاع آن ۷/۱۰ سانتیمتر است. این کاسه طلایی دوره هخامنشی، گذشته از ارزش باستان‌شناسی ای که دارد از نظر هنر طلا کاری و ظرافت، می‌تواند یکی از کارهای هنری منحصر به فرد محسوب گردد. این ظرف جزو مجموعه گورگیان در نیویورک است.

###### پایه ستون سنگی مربوط به اردشیر دوم هخامنشی
این پایه ستون مربعی است به طول ضلع ۹۳ سانتیمتر که از سنگ یک تکه ساخته شده، به‌طوری‌که مربع زیرین بزرگ‌تر و در روی آن مربع وسط شال ستون به صورت دایره روی مربع وسط قرار دارد. در حاشیه فوقانی مربع زیرین این ته‌ستون، کتیبه‌ای به خط میخی کنده شده‌است که ترجمهٔ آن چنین است:ستون سنگی کاخ آپادانا اردشیر بزرگ… پسر داریوش شاه هخامنشی. از قرار معلوم این ته ستون سنگی پیش از سال ۱۳۱۴ در تپه هگمتانه بدست آمده و تا سال ۱۳۲۸ در اختیار اداره فرهنگ وقت (آموزش و پرورش) بوده‌است. سپس به موزهٔ ایران باستان تحویل داده شد و هم‌اکنون در همان موزه نگهداری می‌شود.

###### ته‌ستون دیگری به نام اردشیر دوم هخامنشی
پایه ستونی از سنگ با ۷ سطر کتیبه به خط میخی مربوط به اردشیر دوم که در تپهٔ هگمتانه پیدا شد و هم‌اکنون در تملک شخصی است در انگلستان. کتیبه‌ای که بر این ته‌ستون نوشته شده‌است از این قرار است: «اردشیر شاه بزرگ، شاه شاهان، شاه کشورها، شاه این سرزمین، پسر داریوش شاه که داریوش پسر اردشیر شاه و اردشیر پسر خشایارشا و خشایارشا پسر داریوش شاه و داریوش پسر ویشتاسب هخامنشی بودند، این کاخ را به لطف اورمزد و ناهید و مهر ساختم. باشد که مرا از همه بدی‌ها حفظ فرمایند و آنچه من ساخته‌ام از گزند و آسیب محفوظ دارند.

## یادداشت
1. ↑  لازم به تذکر است که حسن پیرنیا زمان حکمرانی شلمانسر سوم (زمان حکمرانی ۸۵۸ تا ۸۲۳ پ. م) را زمان نخستین ذکر آمادای در کتیبه‌های آشوری دانسته‌است، حسن پیرنیا در کتاب تاریخ باستانی ایران آورده‌است که پادشاهان آشوری که از جنگ‌های خود در ارمنستان و نواحی مجاور یاد کرده‌اند، تا سال ۸۳۷ پیش از میلاد اسمی از مادها و پارس‌ها نبرده‌اند، در این سال شلمانسر سوم یک سفر جنگی به کردستان کرده و برای نخستین بار نام از دو نوع مردم می‌برد، یکی را پارسوا و دیگری را آمادای می‌نامند. به‌طوری‌که آمده پارسواها در کوهستان‌ها مابین رود ذهاب و رود دیاله و آمادای‌ها در جلگه‌های اطراف این ناحیه سکنی داشته‌اند. مردم آمادای همان مادها بوده‌اند زیرا بعدها هم آشوریان به‌طوری‌که از کتیبه‌ها و بیانیه‌های آشوری دیده می‌شود، مادها را به این عنوان می‌نامیدند. نقل از تاریخ باستانی ایران، ص ۶۵.